# صموئيل سولير مارتين
صموئيل سولير مارتين (بالإسبانية: Samuel Soler)‏ هو سباح إسباني، ولد في 18 مايو 1979 في بلاسينثيا في إسبانيا.

## روابط خارجية
- صموئيل مارتن على موقع اللجنة البارالمبية الإسبانية (الإسبانية)